# Gideon Scheepers
Gideon Scheepers (4 aprile 1878 – 18 gennaio 1902) è stato un militare sudafricano durante la guerra anglo-boera (nota anche come guerra sudafricana). È ricordato principalmente per essere stato giustiziato per crimini di guerra.

## Infanzia
Gideon Jacobus Scheepers nacque il 4 aprile 1878 a Middelburg nella Colonia del Transvaal. Quando compì 16 anni divenne un eliografo (uno specialista addestrato a utilizzare uno specchio e la luce solare per trasmettere messaggi ad altre truppe) nell'Artiglieria di Stato. Nel 1898 fu distaccato presso lo Stato Libero dell'Orange e promosso come sergente.

## Guerra Anglo-Boera
Ha guidato i commando dello Stato Libero dell'Orange fino al confine occidentale. Durante l'assedio di Kimberley sparò a due nativi catturati con la motivazione che presumibilmente erano esploratori. Il generale Christiaan de Wet lo arruolò come esploratore e in seguito lo promosse a capitano responsabile del suo corpo di ricognizione.

### L'invasione della Colonia del Capo
Nel dicembre del 1900 Scheepers era un membro del commando del generale Kritzinger che invase la Colonia del Capo. Nel giro di otto settimane le loro strade si separarono quando Kritzinger tornò nello Stato Libero dell'Orange. In seguito dopo aver reclutato molti ribelli del Capo, fu promosso come comandante di 150 uomini, che avanzarono e saccheggiarono la colonia del Capo. Il commando di Kritzinger sabotò le linee ferroviarie e telegrafiche britanniche. Giustiziarono i neri accusati di spionaggio a favore degli inglesi. Bruciarono case, negozi ed edifici pubblici. Nel settembre 1901 Scheepers iniziò ad ammalarsi. Entro il 10 ottobre, quando erano vicini alla stazione di Prince Albert Road, era troppo malato per restare con il suo commando e dovette essere lasciato indietro. Gli inglesi lo trovarono e lo catturarono il 12 ottobre e successivamente gli furono fornite le cure mediche necessarie. Nel dicembre 1901 si era ripreso sufficientemente per essere portato nella prigione di Graaff-Reinet.

### Processo ed esecuzione
Scheepers ha dovuto affrontare 16 accuse davanti alla corte marziale: 7 di omicidio, 1 di tentato omicidio, 1 di aver messo un prigioniero nella linea di fuoco nemica, 1 di maltrattamento di un prigioniero di guerra, 3 di aggressione, 2 di lesioni dolose alla proprietà e 1 di incendio doloso (15 incidenti). 54 testimoni furono chiamati a testimoniare per l'accusa. Scheepers nominò il suo avvocato Carl Auret per difenderlo.
Scheepers è stato condannato su tutte le accuse tranne una accusa di omicidio. È stato condannato a morte e il 18 gennaio 1902 fu fucilato, mentre era legato ad una sedia. Fu seppellito durante la notte in una tomba sconosciuta, e fino ad oggi il suo luogo di sepoltura è sconosciuto.